# Gelo

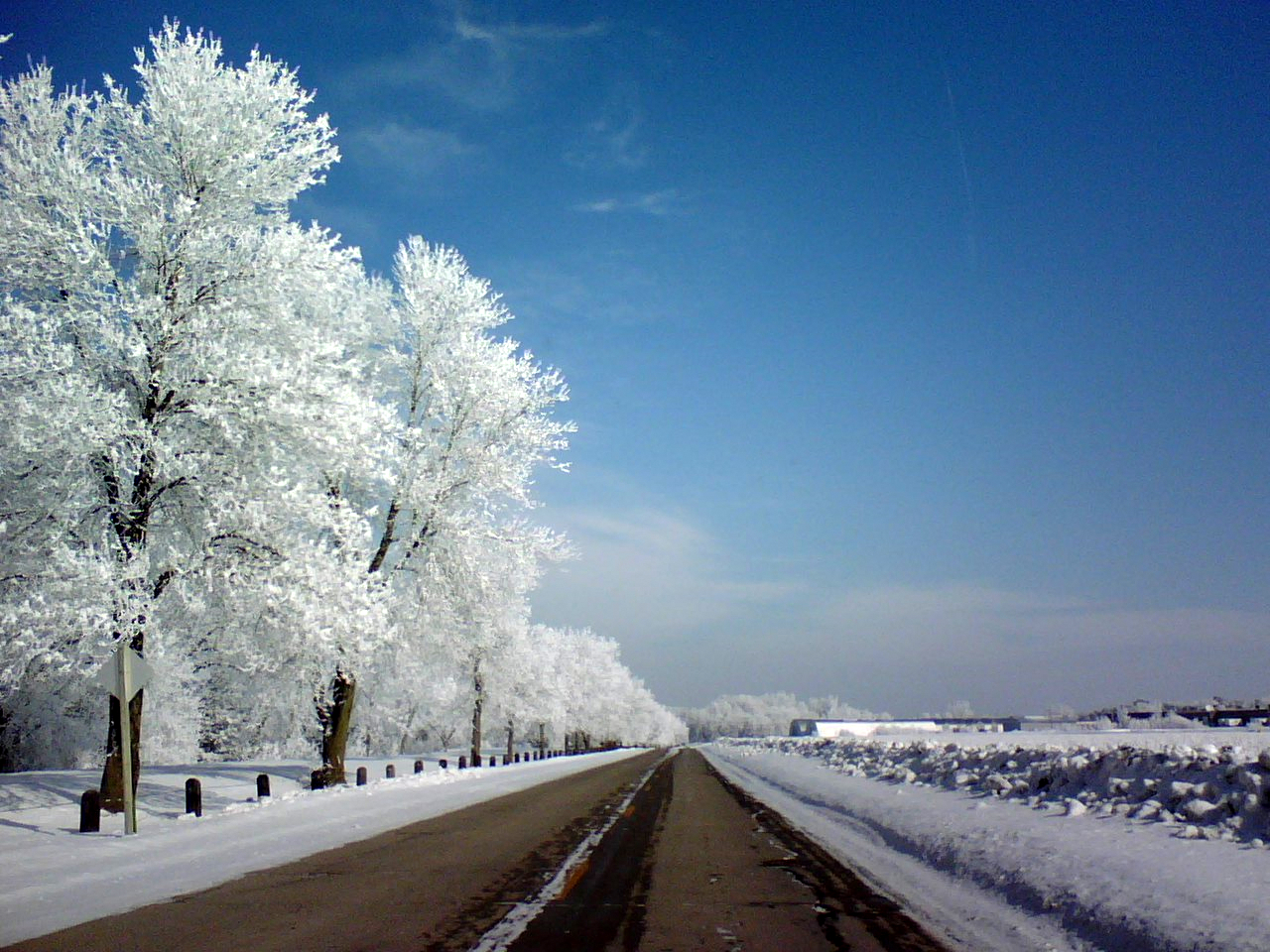
Il gelo disteso su una strada ed un albero

In meteorologia il gelo, in senso stretto, è l'abbassamento della temperatura dell'aria sotto il punto di congelamento (0 °C). La temperatura dell'aria viene di solito misurata a un'altezza di 2 m in una capannina meteorologica, contenitore costruito in modo da mantenere il termometro all'ombra e di consentire la libera circolazione dell'aria. 

## Descrizione
Se l'aria è abbastanza umida e vicino al punto di rugiada si ha produzione di brina, ma in generale non è necessario avere il gelo per ottenere la brina: questa infatti può formarsi anche con una temperatura dell'aria superiore a 0 °C se le superfici hanno perso calore per irraggiamento durante una notte serena e senza vento.
In queste condizioni tende a gelare anche il terreno in superficie, ovvero l'acqua in esso contenuta, fino ad una certa profondità dipendente dall'intensità del gelo: sono queste le condizioni che portano alla formazione del permafrost sulla terraferma delle latitudini polari. Sotto opportune condizioni possono gelare anche laghi, fiumi e mari come spesso avviene a latitudini elevate.
Il gelo è una caratteristica peculiare delle latitudini polari e sub-polari, mentre ondate di freddo più o meno accentuate e durature sono possibili in inverno alle latitudini temperate sotto particolari configurazioni bariche della circolazione atmosferica, ma può presentarsi comunemente anche nelle semplici giornate fredde invernali specie durante le ore notturne in seguito a raffreddamento per irraggiamento. 
Il gelo intenso ha forti ripercussioni sulla società in particolare sugli aspetti produttivi e sul consumo energetico che risulta fisiologicamente aumentato oltre a possibili danni alla rete elettrica di distribuzione e al patrimonio agricolo e zootecnico.

### Intensità
Esiste una scala soggettiva per stimare l'intensità del gelo:
- gelo leggerissimo: da 0 °C a −2 °C
- gelo leggero: da −2 °C a −5 °C
- gelo moderato: da −5 °C a −10 °C
- gelo forte: da −10 °C a −15 °C
- gelo fortissimo: sotto −15 °C

La percezione soggettiva è maggiore se in presenza di vento e all'aumentare della velocità di questo (temperatura percepita).